# Almike N'Diaye
Almike Moussa N'Diaye (Banyoles, 26 ottobre 1996) è un calciatore mauritano, centrocampista del Cannes e della nazionale mauritana.

## Carriera

### Club
Nato a Banyoles da genitori mauritani, inizia a giocare per la squadra della sua città prima di trasferirsi in Francia al Monts d'Or Azergues.

### Nazionale
Debutta con la nazionale mauritana il 9 ottobre 2020 in occasione dell'amichevole pareggiata 2-1 contro la Sierra Leone.
Nel 2021 viene convocato per la Coppa delle nazioni africane 2021.

## Statistiche
Statistiche aggiornate al 4 gennaio 2021.

### Presenze e reti nei club
| Stagione        | Squadra         | Campionato      | Campionato | Campionato | Coppe nazionali | Coppe nazionali | Coppe nazionali | Coppe continentali | Coppe continentali | Coppe continentali | Altre coppe | Altre coppe | Altre coppe | Totale | Totale | Totale |
| Stagione        | Squadra         | Comp            | Pres       | Reti       | Comp            | Pres            | Reti            | Comp               | Pres               | Reti               | Comp        | Pres        | Reti        | Pres   | Reti   |        |
| --------------- | --------------- | --------------- | ---------- | ---------- | --------------- | --------------- | --------------- | ------------------ | ------------------ | ------------------ | ----------- | ----------- | ----------- | ------ | ------ | ------ |
| 2018-2019       | Vaulx-en-Velin  | N3              | 20         | 2          | CF              | 0               | 0               |                    | -                  | -                  |             | -           | -           | 20     | 2      |        |
| 2019-2020       | Vaulx-en-Velin  | N3              | 6          | 0          | CF              | 0               | 0               |                    | -                  | -                  |             | -           | -           | 6      | 0      |        |
| 2020-2021       | Vaulx-en-Velin  | N3              | 4          | 1          | CF              | 0               | 0               |                    | -                  | -                  |             | -           | -           | 4      | 1      |        |
| 2021-2022       | GOAL            | N3              | 11         | 0          | CF              | 0               | 0               |                    | -                  | -                  |             | -           | -           | 11     | 0      |        |
| Totale carriera | Totale carriera | Totale carriera | 41         | 3          |                 | 0               | 0               |                    | -                  | -                  |             | -           | -           | 41     | 3      |        |

### Cronologia presenze e reti in nazionale
| Cronologia completa delle presenze e delle reti in nazionale ― Mauritania | Cronologia completa delle presenze e delle reti in nazionale ― Mauritania | Cronologia completa delle presenze e delle reti in nazionale ― Mauritania | Cronologia completa delle presenze e delle reti in nazionale ― Mauritania | Cronologia completa delle presenze e delle reti in nazionale ― Mauritania | Cronologia completa delle presenze e delle reti in nazionale ― Mauritania | Cronologia completa delle presenze e delle reti in nazionale ― Mauritania | Cronologia completa delle presenze e delle reti in nazionale ― Mauritania |
| Data                                                                      | Città                                                                     | In casa                                                                   | Risultato                                                                 | Ospiti                                                                    | Competizione                                                              | Reti                                                                      | Note                                                                      |
| ------------------------------------------------------------------------- | ------------------------------------------------------------------------- | ------------------------------------------------------------------------- | ------------------------------------------------------------------------- | ------------------------------------------------------------------------- | ------------------------------------------------------------------------- | ------------------------------------------------------------------------- | ------------------------------------------------------------------------- |
| 9-10-2020                                                                 | Nouakchott                                                                | Mauritania                                                                | 2 – 1                                                                     | Sierra Leone                                                              | Amichevole                                                                | -                                                                         | 60’                                                                       |
| 11-11-2020                                                                | Nouakchott                                                                | Mauritania                                                                | 1 – 1                                                                     | Burundi                                                                   | Qual. Coppa d'Africa 2021                                                 | -                                                                         | 61’                                                                       |
| 3-6-2021                                                                  | Blida                                                                     | Algeria                                                                   | 4 – 1                                                                     | Mauritania                                                                | Amichevole                                                                | -                                                                         | 67’                                                                       |
| 11-6-2021                                                                 | Tunisi                                                                    | Mauritania                                                                | 1 – 0                                                                     | Liberia                                                                   | Amichevole                                                                | 1                                                                         | 65’                                                                       |
| 3-9-2021                                                                  | Nouakchott                                                                | Mauritania                                                                | 1 – 2                                                                     | Zambia                                                                    | Qual. Mondiali 2022                                                       | -                                                                         | 58’                                                                       |
| 7-9-2021                                                                  | Malabo                                                                    | Guinea Equatoriale                                                        | 1 – 0                                                                     | Mauritania                                                                | Qual. Mondiali 2022                                                       | -                                                                         | 20’ 62’                                                                   |
| 10-10-2021                                                                | Nouakchott                                                                | Mauritania                                                                | 0 – 0                                                                     | Tunisia                                                                   | Qual. Mondiali 2022                                                       | -                                                                         | 93’                                                                       |
| 16-11-2021                                                                | Nouakchott                                                                | Mauritania                                                                | 1 – 1                                                                     | Guinea Equatoriale                                                        | Qual. Mondiali 2022                                                       | -                                                                         | 76’                                                                       |
| Totale                                                                    |                                                                           | Presenze                                                                  | 8                                                                         |                                                                           | Reti                                                                      | 1                                                                         |                                                                           |